# Мечётинская (станция)
Мечётинская — железнодорожная станция, расположенная в станице Мечётинской Зерноградского района Ростовской области на однопутной неэлектрифицированной железнодорожной линии Батайск — Сальск.

## Деятельность станции
Станция Мечётинская входит в состав Ростовского региона Северо-Кавказской железной дороги ОАО РЖД.
Мечётинская является грузовой станцией 4 класса.
В хозяйстве станции имеются приёмо-отправочные и подъездные пути, в том числе на Мечётинский элеватор и нефтебазу. На станции производится погрузка и выгрузка различных грузов и материалов.
На станции Мечётинская в 1980-х годах был построен крупный грузовой товарный двор, предназначенный для погрузки-выгрузки сыпучих грузов, а также производства других видов погрузочных работ. Строительство грузового двора осуществлял СМП №640 (г. Сальск).
В период с 1946 по 1997 годы станция Мечётинская входила в состав Сальского отделения Северо-Кавказской железной дороги.
Через станцию курсируют грузовые поезда, в том числе сборные по направлениям Сальск — Батайск и Батайск — Сальск.
Пассажирские поезда дальнего следования в настоящее время не курсируют.
До 2014 года через станцию курсировали пассажирские поезда №645/646 сообщением «Волгоград — Ростов» и №653/654 сообщением «Ростов — Волгодонская» с прицепными вагонами до Москвы.
На станции имеется кирпичное одноэтажное здание железнодорожного вокзала (обложенное облицовочной плиткой). В здании вокзала размещаются помещения для начальника станции и дежурного по станции. Продажа билетов на пригородные поезда на вокзале станции Мечётинская не осуществляется.

## Пассажирское пригородное сообщение
По станции станции Мечётинская курсируют 6 пассажирских поездов пригородного сообщения, которые связывают Мечётинскую со станциями Ростов-Главный, Сальск, Волгодонская, Куберле, а также с промежуточными станциями и остановочными пунктами по маршруту следования пригородных поездов.